# Manuel Pacheco (poeta)
Manuel Pacheco Conejo (Olivenza –Badajoz–, 19 de diciembre de 1920-Badajoz, 13 de marzo de 1998), más conocido solo como Pacheco, fue un poeta, prosista y dramaturgo español de formación estrictamente autodidacta, adscribible tanto cronológica como estilísticamente a la denominada generación del 50. Junto con Jesús Delgado Valhondo y Luis Álvarez Lencero, formó parte del reducido grupo de escritores extremeños cuyo objetivo primordial fue la incorporación de la poesía regional de mediados del siglo XX, representada casi en exclusiva por Gabriel y Galán y Luis Chamizo, a las vanguardias literarias del momento.
Para el escritor y periodista Santiago Castelo, director en aquellos entonces de la Real Academia Extremeña de las Letras y las Artes y subdirector del diario ABC, «la muerte de Manolo Pacheco supone una pérdida irreparable para las letras extremeñas y para la Academia, a la que pertenecía desde 1988. Fue uno de los grandes poetas de este siglo y con él desaparece el último representante de aquella magnífica tríada –Delgado Valhondo, Lencero y Pacheco– que tantas páginas inolvidables ha dado a la poesía española».
Por su parte el poeta y crítico literario Juan Ruiz Peña escribió: «Es la poesía de Manuel Pacheco, caótica y clarividente, entre inocente o turbia, entre impura y bella, no ajena al fenómeno social, al dolor del pueblo; entre desgarrada y tierna».
Incluso el Premio Nobel de Literatura Camilo José Cela le dedicó un elogioso prólogo que empezaba en estos términos:

Manuel Pacheco es un poeta a contrapelo, un poeta en cueros vivos que desprecia cualquier suerte de escudos y parapetos, de trincheras y otras argucias para salir con bien de la dura lucha a muerte que el poeta –por definición– tiene planteada con la vida misma. Ser o no ser es hoy la única patente que señala al poeta y a su obra. Es posible –y lo digo tentándome la ropa– que no pueda concebirse ya la poesía si no va lastrada de independencia y hurras desgarradores por la independencia. Ha pasado ya el tiempo –gracias sean dadas a los clementes dioses– de los poetas domésticos y obedientes que sonreían ante el prócer que les daba de comer y la dama que les daba de palpar (y con cicatería).

## Biografía
El padre de Pacheco falleció en la Casa de la Misericordia de Olivenza el 8 de noviembre de 1928, lo que obligó a su madre a ingresarlo junto con su hermana María (dos años menor que él) en el Orfanato Provincial, nominado inicialmente como Real Hospicio de Nuestra Señora de la Piedad, «donde permanecí más de diez años». Desde aquel edificio de la Plaza de Minayo de Badajoz, muchos años después, relatará que presenció la llamada «masacre de Badajoz» (14-15 ago. 1936) a manos del bando sublevado y el incendio del Teatro López de Ayala de la capital, ubicado muy próximo al centro.
En los últimos meses de la Guerra Civil (1939) fue llamado a filas y prestó el servicio militar en Oyarzun (Guipúzcoa).
Una vez finalizado regresó a Badajoz, donde se ganó la vida desempeñando oficios tan dispares como cantante de tango, ebanista, fotógrafo, albañil, cargador de muelle, marmolista, repartidor de hojas de empadronamiento…, al mismo tiempo que se relacionó con no pocos de los personajes más conocidos del ambiente cultural y artístico de la ciudad, entre los que cabe mencionar a los ya citados Luis Álvarez Lencero y Jesús Delgado Valhondo, los pintores Francisco Pedraja o Guillermo Silveira y muy especialmente Antonio Vaquero Poblador (el poeta «será el responsable de abrir sus ojos al Arte, así como de alentarle y apoyarle en su búsqueda de un espacio, sobre todo en los difíciles inicios»), el escritor José López Prudencio o los poetas Carlos Villarreal, Manuel Ruiz González-Valero (f. 1961) y Manuel Monterrey (1887-1963), quien corrió con los gastos de edición de los cien ejemplares de su primer poemario (Ausencia de mis manos. Badajoz: Imp. Arqueros. 1949), prologado por el arquitecto municipal y crítico de Arte Francisco Vaca Morales, muchos de los cuales se reunían en los salones de la Real Sociedad Económica de Amigos del País los martes o la tertulia de Esperanza Segura los sábados, más conocida por esta circunstancia como el Club de los Sabáticos.
Comenzó así una larga serie de libros y colaboraciones en diarios y revistas literarias de España y Sudamérica, Chipre, Cuba, Indonesia, Portugal, República Democrática Alemana…, a los que se unió a partir de mediados de los años 1970 su participación en numerosos recitales músico-poéticos con los que en el contexto de las populares «semanas culturales» de la época recorrió la región acompañado de los conocidos cantautores Pablo Guerrero y Luis Pastor o los jóvenes poetas surgidos en torno a 1975 Jaime Álvarez Buiza, Moisés Cayetano Rosado, José Antonio Zambrano, José Iglesias Benítez, Santiago Castelo, María Rosa Vicente, José María Lorite, etcétera.
En este mismo entorno, más concretamente en 1976, el también cantautor José Antonio Espinosa publicó el disco-homenaje titulado Cantares de ojos abiertos (Eapsa, Madrid) en el que figuraban musicados los siguientes textos del poeta:
| Cara A |                             |          |  |
| N.º    | Título                      | Duración |  |
| 1.     | «Hay que hacerlo esperanza» | 2:52     |  |
| 2.     | «La juventud se marcha»     | 2:32     |  |
| 3.     | «Para gritar el silencio»   | 2:53     |  |
| 4.     | «Mi bota rota»              | 2:45     |  |
| 5.     | «Buscando la infancia»      | 3:34     |  |
| 6.     | «El hambre es negra»        | 3:00     |  |

| Cara B |                                         |          |  |
| N.º    | Título                                  | Duración |  |
| 1.     | «Yo me dirijo al hombre»                | 3:27     |  |
| 2.     | «Dame la mano, muchacha»                | 2:50     |  |
| 3.     | «Para tirar una piedra»                 | 2:15     |  |
| 4.     | «Para no cantar la fiesta de la poesía» | 2:24     |  |
| 5.     | «Niño de carne amarilla»                | 3:00     |  |
| 6.     | «Para nombrar a Antonio Machado»        | 3:16     |  |

Respecto a los sucesivos domicilios en los que fue residiendo a lo largo de sus más de cincuenta años de permanencia en Badajoz se sabe que de soltero vivió con su madre en la calle José «de Gabriel» Estenoz de donde recién casado se mudó a una casa cedida por su amigo el escritor José Díaz-Ambrona Moreno en la calle Prim n.º 22. Desde 1962 fijó su residencia en el 55 segundo derecha de la Carretera de Sevilla justo enfrente del arroyo de Rivillas, la «casa nueva» (donación de la Diputación Provincial ) citada en sus poemas.
En 1986 recibió la Medalla de Extremadura, máximo galardón que otorga la comunidad autónoma. Tras la concesión la Junta regional le facilitó un primer piso con ascensor ubicado en el n.º 1 de la calle Miguel Pérez Carrascosa.
En la primavera de 1997 ingresó en la Residencia de Ancianos de Olivenza junto con su esposa Manuela Cañón Villarroel hasta febrero de 1998 en que se trasladó a la Residencia de Ancianos la Granadilla (Badajoz). Ya enfermo fue internado en la Clínica los Naranjos el 8 de marzo donde falleció el día 13 a las 7:00 horas. Tras ser incinerado en Alcalá de Henares el 28 de marzo de 1998 sus cenizas fueron arrojadas por su hijo desde una barca al río Guadiana a su paso por la capital pacense.

## Obras destacadas

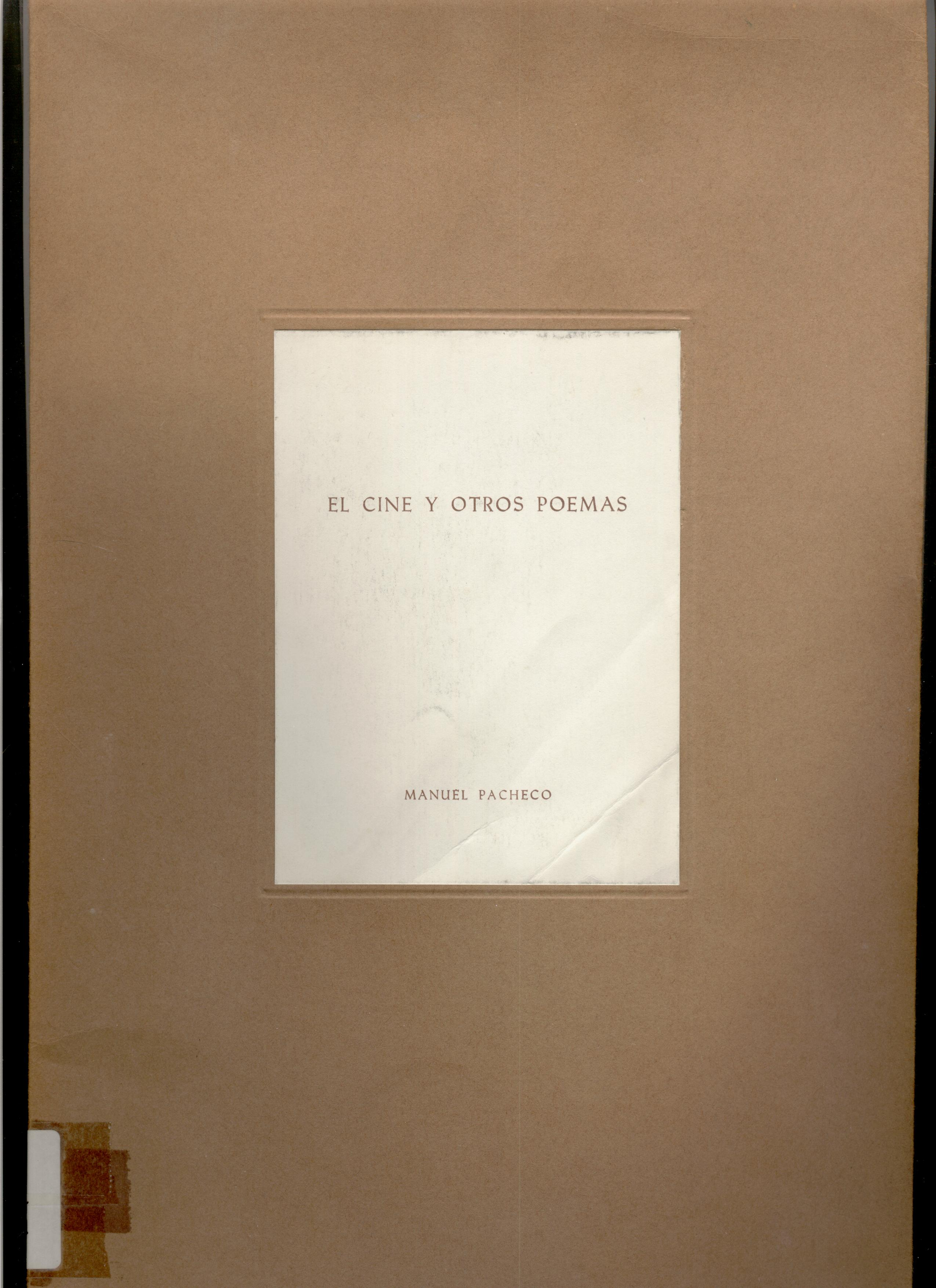
El cine y otros poemas. Diputación Provincial de Badajoz: Institución Cultural "Pedro de Valencia". 1978. Imagen de cubierta.

- Ausencia de mis manos. Badajoz: Imp. Arqueros. 1949. Prólogo de Francisco Vaca Morales. Ilustraciones de Manuel Terrón Albarrán.[21]
- En la tierra del cáncer. Guadalajara: Doña Endrina. 1953.
- El arcángel sonámbulo. Caracas: Lírica Hispana. 1953. Prólogo de Jean Aristeguieta.
- Los caballos del alba. Madrid: Ensayos. 1954.
- Presencia mía. Badajoz: Diputación Provincial. 1955.
- Poemas al hijo. Badajoz: Diputación Provincial. 1960. Imagen de cubierta más tres ilustraciones interiores de Antonio Vaquero Poblador.[22]
- Todavía está todo todavía. Orense: Colección Marina. 1960. Imagen de cubierta más un retrato del autor de Antonio Vaquero Poblador.[23]
- Poesia na Terra. Lisboa: Panorâmica Poética Luso-Hispânica. 1961. Edición bilingüe de José dos Santos Marques. Imagen de cubierta más cuatro ilustraciones interiores de Antonio Vaquero Poblador.[24]
- Poemas en forma de… Palencia: Colección Rocamador. 1962.
- Los insonetos del otro loco. Papeles de Son Armadans. 1969.
- Poesía en la tierra. Bilbao: Zero-Zyx. 1970. Antología.
- Para curar el cáncer no sirven las libélulas. Bilbao: Zero-Zyx. 1972.
- El emblema del sueño. Bilbao: CLA. 1972.
- Antología 1949-1972. Bilbao: Zero-Zyx. 1972.
- Poesía en la tierra. Bilbao: Zero-Zyx. 1972. Antología.[25]
- Cantares de ojos abiertos. Madrid: Eapsa. 1976.
- Los caminos de azul. Caracas: Árbol de Fuego. 1977. Prólogo de Jean Aristeguieta.
- Nunca se ha vivido como se muere ahora. Bilbao: Zero-Zyx. 1977. Antología. Prólogo de Camilo José Cela. Ilustración interior de Antonio Vaquero Poblador.[26]
- El cine y otros poemas. Diputación Provincial de Badajoz: Institución Cultural "Pedro de Valencia". 1978.
- Diario de Laurentino Agapito Agaputa. Col. Vientos del Pueblo. Barcelona: La Mano en el Cajón. 1981.
- Azules sonidos de la música. Badajoz: Universitas Editorial. 1982. Antología. Prólogo de Manuel Pecellín Lancharro.
- Poesía (1942-1984). Mérida: Editora Regional de Extremadura. 1982. 3 vv. Introducción de Joaquín Regodón.
- Poesía (1942-1984). Mérida: Editora Regional de Extremadura. 1986. 3 vv. Introducción de Joaquín Regodón.
- Poemas de color sepia. Badajoz: Kylix. 1989.
- Poemas para leer la pintura de Vaquero Poblador. Badajoz: Bartolomé Gil Santacruz. 1991. Diez ilustraciones interiores de Antonio Vaquero Poblador.[27][28]
- Las noches del buzo. Trujillo: Real Academia Extremeña de las Letras y las Artes. 1994. Edición, introducción y notas de Antonio Viudas Camarasa.
- Obra en prosa (1949-1995). Mérida: Editora Regional de Extremadura. 1995. Edición, introducción y notas de Antonio Viudas Camarasa.
- El hijo (poema escenificado en 2 actos y 10 cuadros).Boletín de la Real Academia de Extremadura de las Letras y las Artes.TOMO 9, 1998, págs. 3-30.

### Ediciones póstumas
- Poesía completa (1943-1997). Mérida: Editora Regional de Extremadura. 1999. 3 vv. Edición, introducción y notas de Antonio Viudas Camarasa.
- Araíz. Badajoz: Consejería de los Jóvenes y del Deporte. 2008. Edición, introducción y notas de Urbano Pérez Sánchez.

## Reconocimientos
| Predecesor: - | Real Academia Extremeña de las Letras y las Artes 1988-1998 | Sucesor: Antonio Gallego Gallego (desde 2002) |

En la actualidad hay calles, centros culturales y educativos que llevan el nombre del poeta en Almendralejo, Badajoz, Cáceres, Entrerríos, Gévora, Herrera del Duque, Hornachos, Los Santos de Maimona, Mérida, Montijo, Oliva de la Frontera, Olivenza y Retamal de Llerena.
El 18 de febrero de 2015 el cantautor Nando Juglar publicó su disco Los poetas de Nando compuesto por veinte canciones inspiradas en otros tantos textos de escritores extremeños como Jesús Delgado Valhondo, Luis Álvarez Lencero, Jaime Álvarez Buiza o José M.ª Pagador y en el que en lo tocante a Pacheco figuró el tema Buscaba su niñez basado sustancialmente en el poema homónimo del autor:
| N.º | Título             | Duración |  |
| 2.  | «Buscaba su niñez» | 2:56     |  |

Del 2 al 14 de septiembre de 2019 se celebró en Badajoz una exposición de collages a modo de homenaje del artista plástico Pedro de las Heras al escritor extremeño titulada Pacheco, poesía eres tú (Un siglo desiglando siglas).
Al año siguiente, concretamente a partir del 29 de septiembre, se celebró una muestra organizada por la Diputación Provincial de Cáceres con motivo del centenario del nacimiento del poeta en la que entre otros documentos figuraron sendos ejemplares de las primeras ediciones de Ausencia de mis manos (1949) y En la tierra del cáncer (1953), ilustrados respectivamente por Manuel Terrón Albarrán y Luis Álvarez Lencero, así como una serie de poemas mecanografiados corregidos a mano y firmados por el autor.
Cabe destacar también en este aspecto una nueva muestra de collages de Pedro de las Heras celebrada a lo largo del mes de septiembre en el Museo de la Ciudad Luis de Morales de Badajoz bajo el título El color del color, los actos convocados en el Colegio Oficial de Farmacéuticos de la capital, etcétera.

## Hemerografía (selección)
- Darlin, Sergio (mar. 1979). «Manuel Pacheco, 30 años en la poesía». Alminar. Autógrafos de poetas extremeños (Diputación Provincial de Badajoz: Institución Cultural "Pedro de Valencia") (3): 8-9.
- J. A. (14 mar. 1998). «Fallece a los setenta y ocho años el escritor extremeño Manuel Pacheco». ABC (Madrid): 49.
- J. M. G. T. (23 jul. 1965). «Pacheco entre 27 poetas sociales». Hoy. VIERNES: Arte y Literatura (Badajoz): 6.
- Llera, José Antonio (1996). «La prosa de Manuel Pacheco: notas sobre el Diario de Laurentino Agapito Agaputa». Boletín de la Real Academia de Extremadura de las Letras y las Artes. VII (1): 87-123. ISSN 1130-0612.
- Llera, José Antonio (ene.-abr. 2004). «Anatomía de la tristeza a propósito de un poema de Manuel Pacheco». Revista de Estudios Extremeños (Badajoz: Servicios Culturales de la Excma. Diputación Provincial). LX (I): 243-268. ISSN 0210-2854.
- Manzano González, Raquel (may.-ago. 1992). «Las "metáforas obsesivas" de Manuel Pacheco». Revista de Estudios Extremeños (Badajoz: Servicios Culturales de la Excma. Diputación Provincial). XLVIII (II): 573-593. ISSN 0210-2854.
- Manzano González, Raquel (2017). «Los tres poetas». Sharia (Asociación Amigos de Badajoz) (76): 9-12. DL BA 29-1998.
- Méndez Ruiz, Santiago (sep.-dic. 1985). «Manuel Pacheco o el imperfecto canto del cisne». Revista de Estudios Extremeños (Badajoz: Servicios Culturales de la Excma. Diputación Provincial). XLI (III): 561-574. ISSN 0210-2854.
- Nieto, Myriam (30 jun. 1991). «El último libro de M. Pacheco recrea la obra del pintor Vaquero Poblador». El Periódico Extremadura (Cáceres).
- Pla Benito, José Luis (sep.-dic. 1989). «Poesía desde el transcurrir de Manuel Pacheco: notas y comentarios». Revista de Estudios Extremeños (Badajoz: Servicios Culturales de la Excma. Diputación Provincial). XLV (III): 621-626. ISSN 0210-2854.
- Pulido Mendoza, Manuel (may.-ago. 2001). «Creación léxica y estética posmoderna en la obra literaria de Manuel Pacheco». Revista de Estudios Extremeños (Badajoz: Servicios Culturales de la Excma. Diputación Provincial). LVII (II): 419-438. ISSN 0210-2854.
- Robles Febré, Juan M.ª (may. 1983). «Manuel Pacheco». Alminar. Poetas extremeños actuales (Diputación Provincial de Badajoz: Institución Cultural Pedro de Valencia) (45): 11.
- Rodríguez Gutiérrez, Florinda (ene.-abr. 1986). «Trayectoria poética de Manuel Pacheco a través de Azules sonidos de la música». Revista de Estudios Extremeños (Badajoz: Servicios Culturales de la Excma. Diputación Provincial). XLII (I): 217-219. ISSN 0210-2854.
- Ruiz Peña, Juan (10 nov. 1961). «Manuel Pacheco». Diario de Burgos. Semblanza: 6.
- Santiago, Lola (1 abr. 1998). «Cenizas». ABC. Tribuna Abierta (Madrid): 52.
- Viola Morato, M. Simón (may.-ago. 1997). «Todavía está todo todavía, de Manuel Pacheco». Revista de Estudios Extremeños (Badajoz: Servicios Culturales de la Excma. Diputación Provincial). LIII (II): 611-624. ISSN 0210-2854.
- VV. AA. (oct. 1986). «Manuel Pacheco: El triunfo de la Extremadura creadora». Frontera (Caja de Ahorros de Badajoz) (0): 18-25. DL BA 382-1986.